# Paul Schmutz

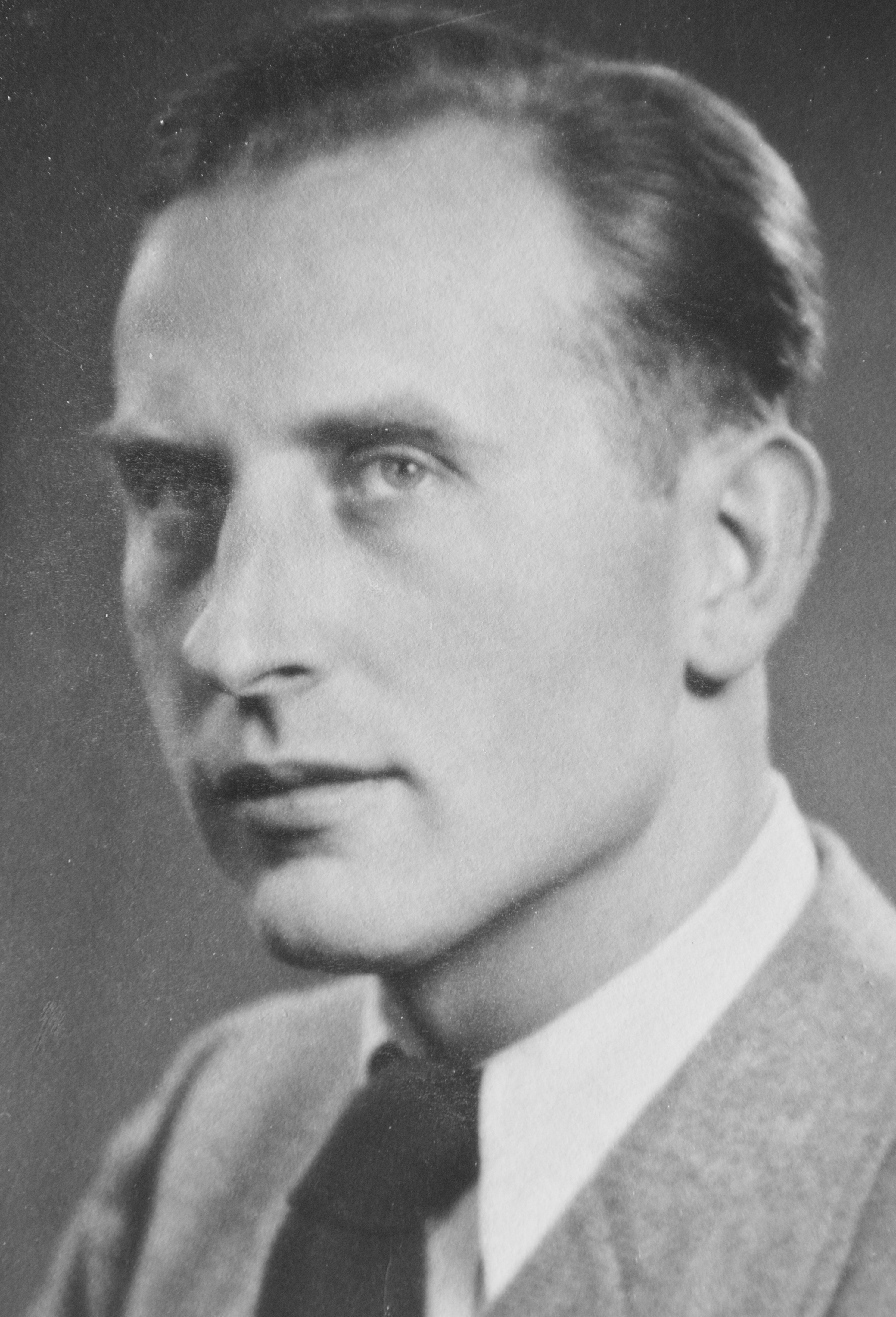
Paul Schmutz (ca. 1940?)

Paul Schmutz (* 11. Februar 1908 in Berlin; † 7. März 1982 in Mannheim) war ein Mitglied der Widerstandsgruppe Neu Beginnen. Er war Gewerkschaftssekretär bei der Gewerkschaft Öffentliche Dienste, Transport und Verkehr (ÖTV)-Kreisverwaltung Mannheim und Kommunalpolitiker im Mannheimer Gemeinderat für die SPD.

## Leben
Als Sohn eines Bierbrauers und einer Gewerkschaftsangestellten kam Schmutz 1908 in Berlin zur Welt. Nach dem Besuch der Volksschule in Frankfurt und Mannheim (1914–1922), ging er in Heidelberg bis 1925 in eine Lehre als Müller. Trotz einer kurzzeitigen Entlassung aus politischen Gründen, übte er diesen Beruf bis 1942 aus. Dann musste er Wehrdienst leisten, in welchem er in Kriegsgefangenschaft geriet. Nach dem Ende des Krieges nahm er den Beruf bis 1946 erneut auf, bevor er als Gewerkschaftsfunktionär und als Politiker tätig wurde.

## Widerstandsaktivität und politische Laufbahn

### Bis 1945
1922 trat Schmutz in die SAJ ein, 1926 folgte die Parteimitgliedschaft in der SPD und 1933 die Teilnahme an der „Eisernen Front“. Die bereits genannte Entlassung folgte aus diesen sozialdemokratischen Aktivitäten. Schmutz Widerstandsaktivität begann im selben Jahr mit dem Eintritt in die kommunistisch orientierte Widerstandsgruppe Neu Beginnen. Neben Schmutz bestand die Mannheimer Gruppe unter anderem aus Carl Maria Kiesel, dem Leiter der Gruppe, Wilhelm Pabst, Hans Bruno Egger und Karl Wilhelm. All das sind Personen, die 1934 zwar verhaftet wurden und teilweise ins Gefängnis kamen, aber deren Verhaftungen Neu Beginnen nicht auffliegen ließen. Dennoch musste infolgedessen die Aktivität der Gruppe beendet werden, nachdem alle Mitglieder von den Geschehnissen erfahren haben.
Insgesamt bestand in Mannheim diese Gruppe nur aus einer geringen Mitgliederzahl. Nach eigener Schätzung von Schmutz betrug die Anzahl 12 bis 15 Personen, wobei er „Periphere-Mitglieder“, also keine offiziellen Mitglieder, dazuzählte. Diese geringe Anzahl ist auf die streng konspirative Form der Arbeit von Neu Beginnen zurückzuführen. Das ist auch der Grund dafür, dass bis heute nur wenig über die Aktivität dieser Mannheimer Gruppe bekannt ist. Erst durch Schmutz' Nachlass in den 1970er Jahren gelangten Informationen an die Öffentlichkeit. Unter anderem wurde bekannt, dass Mitglieder zur Tarnung in NS-Organisationen eintraten. Das war für Schmutz der Grund, selbst Mitglied im Reichsluftschutzbund zu werden. Des Weiteren spricht Schmutz in seinem Nachlass davon, dass sich Mitglieder untereinander verständigten bzw. Informationen austauschten mithilfe von Schriften und Berichten, die sehr klein verfasst wurden. So konnten sie leicht versteckt werden (z. B. flogen auf diese Weise die Verstecke bei zwei Hausdurchsuchungen nicht auf).

### Nach 1945
Bevor Schmutz sich seiner politischen Karriere vollkommen zuwendete, arbeitete er zunächst bis 1947 erneut als Müller. 1945 trat er der Gewerkschaft ÖTV (später in ver.di aufgegangen) bei und wurde 1947 Sekretär dieser Gewerkschaft, nachdem er bereits ein Jahr als Sekretär der Konsumgenossenschaft Mannheim tätig war.
Knapp 10 Jahre später wählte die Mannheimer Bevölkerung Schmutz zum ersten Mal auf der Liste der Sozialdemokratischen Partei Deutschlands (SPD) in den Stadtrat. Neben dieser Tätigkeit übte er ab 1960 das Amt eines ehrenamtlichen Richters beim Landesarbeitsgericht Mannheim aus und war ab 1970 Mitglied im Verwaltungsausschuss des Arbeitsamtes Mannheim. Diese Ämter hatte er bis 1975 inne.
1982 verstarb Paul Schmutz im Alter von 74 Jahren. Er war verheiratet und hatte einen Sohn. Sein Enkel Stefan Schmutz ist seit 2017 Bürgermeister in Ladenburg.